# Алтуд (гора)
Алту́д (кабард.-черк. Алътуд Ӏуащхьэ) — гора в предгорьях Центрального Кавказа.

## География
Гора расположена в южной части Прохладненского района над левым берегом реки Баксан, недалеко от впадения в него реки Гедуко. Представляет собой конусообразную курганную возвышенность с относительными высотами около 12 метров. Абсолютная высота вершины составляет 236 метров над уровнем моря. 
Ближайшие населённые пункты — село Алтуд, расположенное в 9 км к северо-западу от горы и село Ново-Полтавское, расположенное в 4 км к востоку от возвышенности. 

## Этимология
Существует старинная легенда, согласно которому, некогда кабардинский князь из рода Тамбиевых выкупил у татар Золотой Орды — земли, на которых впоследствии раскинулось его селение. Однако за сделку, татары потребовали большую цену: жену князя по имени Алтуд. Жена сказала мужу, чтобы тот согласился, а когда торг состоялся, красавица Алтуд покончила с собой. На месте её гибели насыпали курган, а курганная возвышенность была названа её именем — Алтуд. 